# 大洋洲湖泊列表

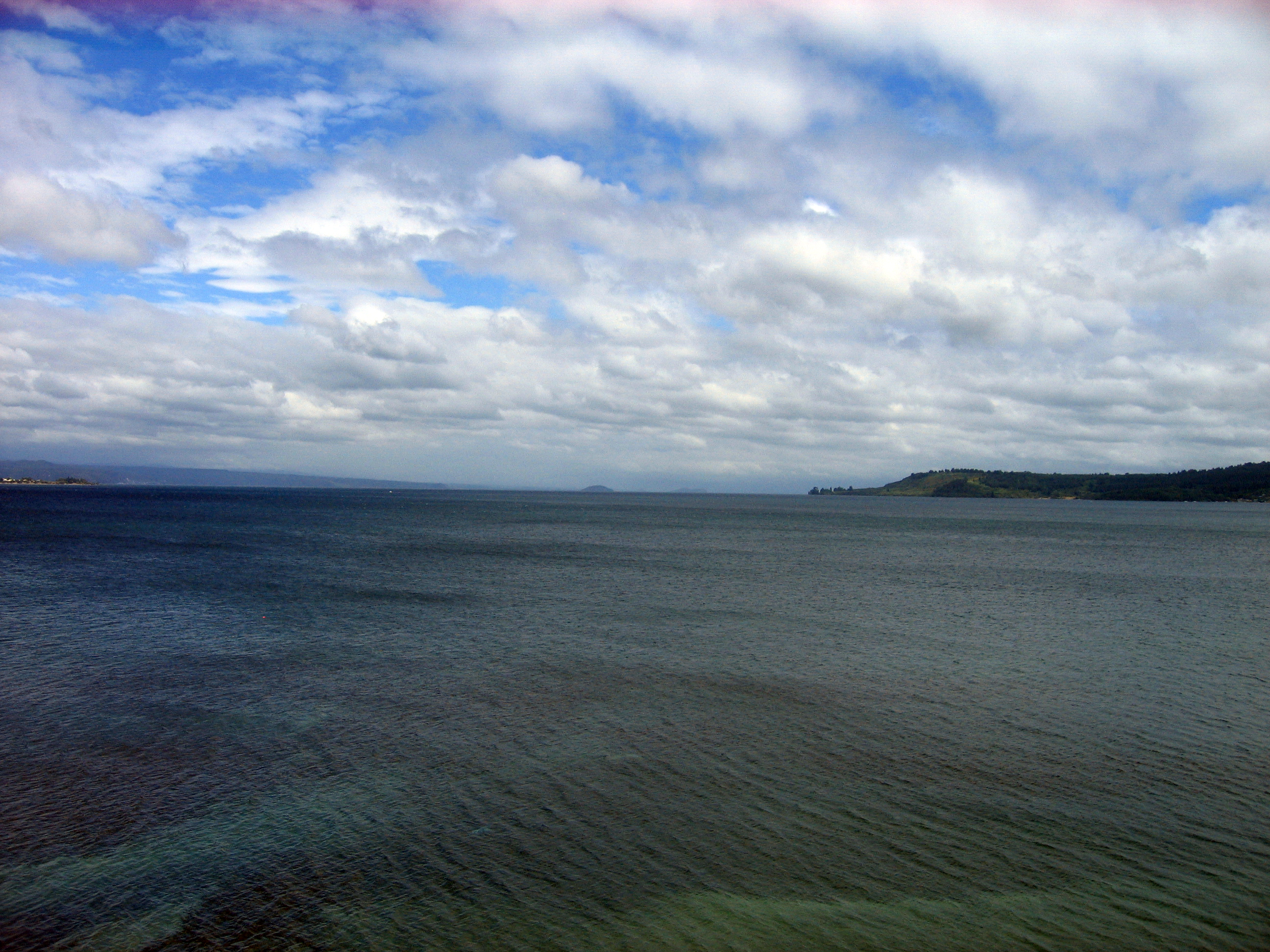
紐西蘭陶波湖

本列表列出大洋洲的湖泊。

## 
- 艾爾湖
- 南澳洲藍湖
- 伯利·格里芬湖

## 新西兰
- 陶波湖
- 梅普里卡湖
- 漢米爾頓湖

## 
- 默里湖